# Frank Kornet
Francis Milton Kornet, detto Frank (Lexington, 27 gennaio 1967), è un ex cestista statunitense, professionista nella NBA e in Italia.
È il padre di Luke Kornet.

## Carriera
Venne selezionato dai Milwaukee Bucks al secondo giro del Draft NBA 1989 (30ª scelta assoluta).

## Statistiche

### College
| Anno      | Squadra          | PG  | PT | MP   | TC%  | 3P%  | TL%  | RP  | AP  | PRP | SP  | PP   |
| --------- | ---------------- | --- | -- | ---- | ---- | ---- | ---- | --- | --- | --- | --- | ---- |
| 1985-1986 | Vand. Commodores | 26  | -  | 16,3 | 50,0 | -    | 68,6 | 3,7 | 0,3 | 0,4 | 0,0 | 4,8  |
| 1986-1987 | Vand. Commodores | 27  | -  | 9,1  | 44,4 | 100  | 75,0 | 2,3 | 0,4 | 0,1 | 0,1 | 2,2  |
| 1987-1988 | Vand. Commodores | 31  | -  | 22,3 | 50,3 | 0,0  | 69,2 | 4,3 | 1,1 | 0,9 | 0,1 | 6,4  |
| 1988-1989 | Vand. Commodores | 33  | -  | 31,7 | 56,7 | 28,6 | 60,9 | 7,1 | 1,2 | 0,8 | 0,3 | 16,8 |
| Carriera  | Carriera         | 117 | -  | 20,6 | 53,4 | 33,3 | 64,2 | 4,5 | 0,8 | 0,6 | 0,2 | 8,0  |